# Mereto di Capitolo
Mereto di Capitolo (Meret di Cjapitul in friulano) è una frazione di Santa Maria la Longa in provincia di Udine.

## Descrizione
Il borgo storico di Mereto era un tempo circondato da un fossato dalla forma ellittica. Prima di arrivare in Piazza 1º maggio vediamo il fianco nord di Villa di Brazza Cergneu Gortani. L'edificio è costituito da un corpo padronale ad "U" collegato a nord ad un'altra ala. Nella corte d'onore è presente l'oratorio gentilizio di S. Uberto, costruito dalla famiglia Frangipane nel 1930. La facciata principale della villa, visibile dalla piazza, presenta tre ordini d'aperture con al centro due eleganti portali in pietra sovrapposti di cui quello superiore con balaustra e fastigio triangolare. Nella villa, che divenne il Quartier Generale austriaco sotto la guida del colonnello Kerpan, fu firmata la capitolazione della fortezza di Palmanova il 24 giugno 1848. A sud la villa è delimitata da un interessante “foledôr”; il fronte principale, che si apre sulla piazza del borgo mostra la struttura muraria in sasso spaccato e due robusti portali arcuati. All'interno del rustico, all'inizio del XX secolo, il conte Pio di Brazzà produceva ghiaccio utilizzando l'energia idraulica del retrostante corso d'acqua. Siamo sulla piazza del borgo, che ospitava in passato uno stagno, conosciuto con il nome friulano “sfuei”.
Qui si affaccia anche la Chiesa parrocchiale di S. Michele. Le prime notizie risalgono al XV secolo. Dietro la chiesa è situata la seicentesca Villa Orgnani Martina, edificio composto dal corpo abitativo e dall'attiguo rustico, con un bel portale in pietra architravato e chiave di volta riportante il monogramma della nobiliare famiglia. Ad est dell'edificio religioso è presente la Villa Costantini Scala. La costruzione (secolo XVIII_XIX) è preceduta da una corte d'onore che si apre sulla piazza del borgo. Interessanti sono i portali centrali con le soprastanti portafinestre arcuate; sul fronte strada è presente un affresco devozionale raffigurante l'Annunciazione con meridiana sottostante. Sullo stesso lato il portale carraio in pietra c'introduce nell'ampio giardino posto a sud della villa, delimitato da pregevoli fabbricati. Il rustico del lato est mostra sul fronte principale delle interessanti colonne ioniche, ripetute sul lato opposto in corrispondenza di altri edifici; tali manufatti sono stati inseriti in un intervento di ristrutturazione dall'architetto Andrea Scala (1820-1892).
Rimanendo sulla piazza principale si segnala l'interessante Casa Boga con il portale arcuato che c'introduce in una tipica corte agricola con pregevole colonnato. Attigua è la Villa Morelli de Rossi costituita da una serie di edifici realizzati in epoche diverse, ed immersi in un ampio giardino con al centro la casa padronale. L'edificio principale, con la sua pregevole facciata settecentesca, nasconde una storia più antica, sul fronte ovest è presente una lapide commemorativa del 1915 che ricorda la visita del re Vittorio Emanuele III di Savoia; anche la duchessa Elena d'Aosta (Helene d'Orleans), in veste di Ispettrice Generale delle Infermiere Volontarie della CRI durante la Grande Guerra, visitò l'Ospedale da Campo n.203 situato all'interno del complesso nobiliare . Il lato sud della corte d'onore è delimitato da un pregevole “foledôr” risalente al XIX secolo. Di fronte alla Villa Morelli de Rossi, si segnalano le interessanti aperture ad arco di Casa Boemo, edificio recentemente demolito.

## Monumenti e luoghi d'interesse
- Chiesa parrocchiale di San Michele.

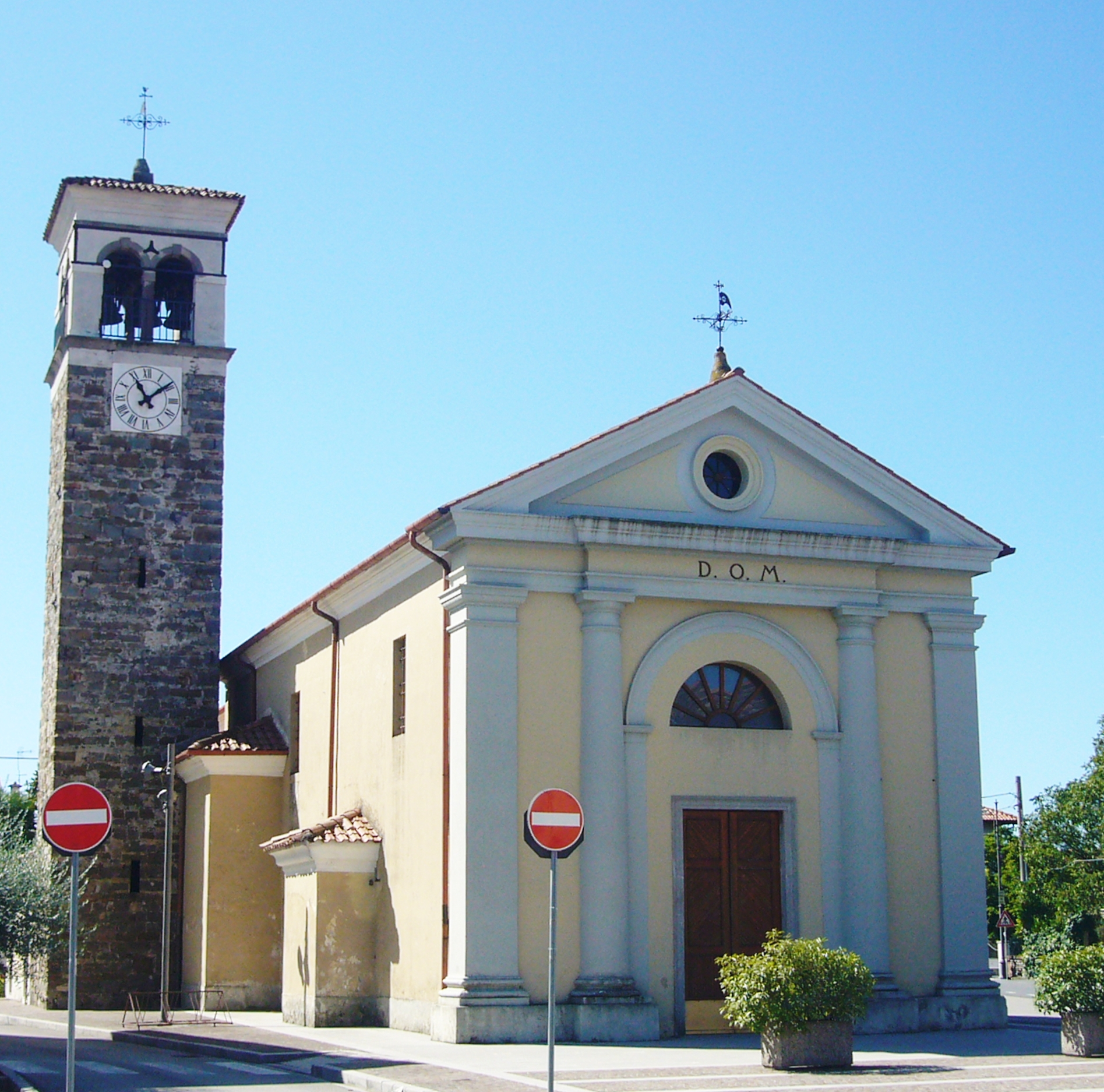
La parrocchiale

Inizialmente non si svolgevano tutte le funzioni religiose: i matrimoni ed i battesimi erano celebratati nell'antica chiesa di San Pietro. Probabilmente con il tempo crebbe l'importanza di questa chiesa, rispetto a quella più antica di S. Pietro, per il maggior uso della strada medioevale Udine-Aquileia, che passava a ridosso della chiesa, rispetto all'antica strada romana (Julia Augusta) che transitava davanti alla chiesa di S. Pietro. L'edificio religioso è simile a molte chiese della pianura friulana rimaneggiate tra la fine del XVIII secolo e l'inizio del XX secolo. L'elemento identificativo principale è la facciata con quattro lesene doriche sormontate da un timpano. All'interno si possono ammirare varie ed interessanti opere d'arte. L'altare maggiore dalle forme barocco, in marmi policromi, presenta al centro una pala raffigurante S. Michele. L'opera datata 1669, attribuita a Giuseppe Coasattini, raffigura l'Arcangelo S. Michele nell'atto di uccidere il drago con i Ss Pietro, Marco e in alto una Madonna col Bambino. Pregevoli sono anche gli altari dell'aula, ma in particolare le opere che ospitano, quello di destra custodisce una pala settecentesca di Pietro Bainville, pittore francese abitante a Palmanova, raffigurante il “Sangue di Cristo”; secondo altre fonti l'opera è conosciuta come l'altare “delle Anime”. L'altro altare accoglie una lignea Madonna con Bambino in trono proveniente dalla demolita chiesa di Ronchis. La preziosa opera è attribuita a vari scultori operanti in Friuli tra i secoli XV-XVI..
- Chiesa cimiteriale di San Pietro Apostolo

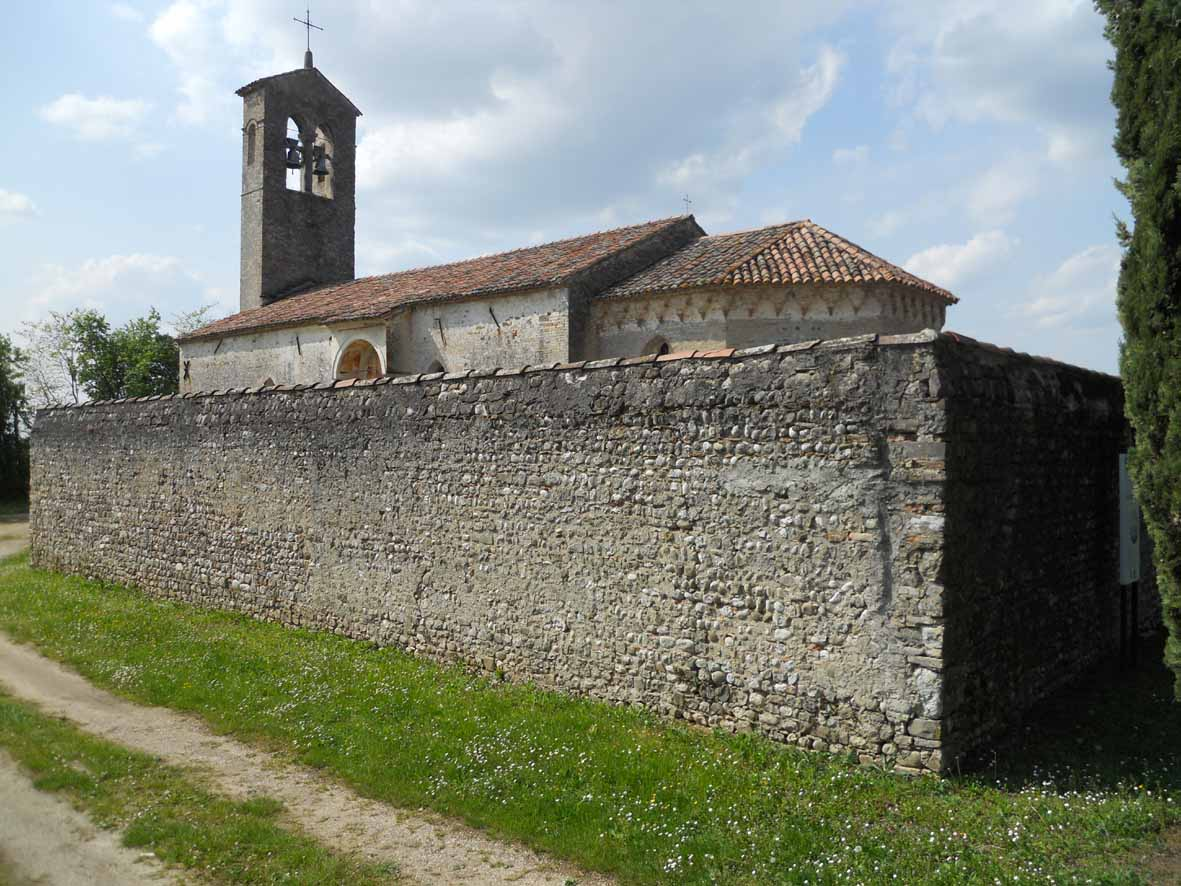
Mereto di Capitolo, chiesa di S.Pietro

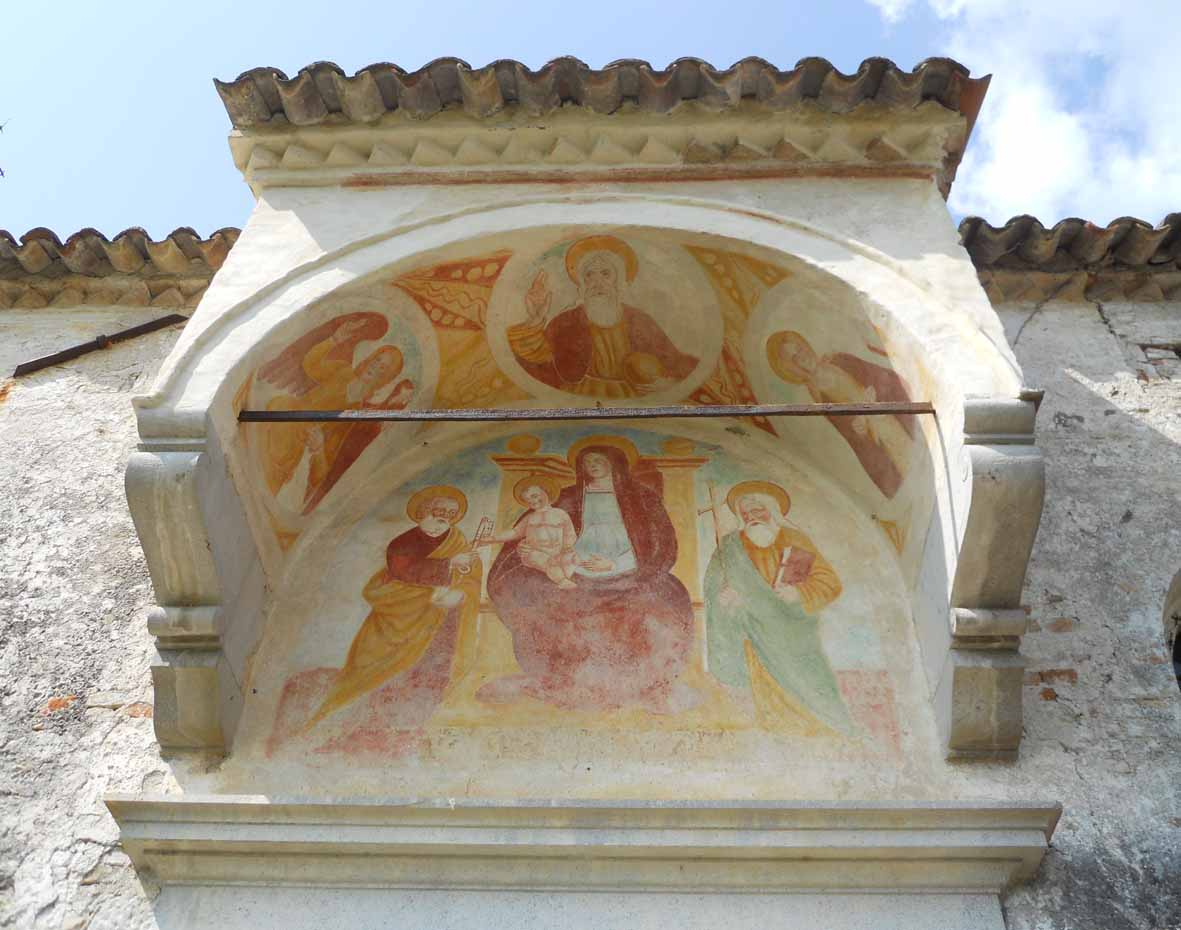
Mereto di Capitolo, protiro chiesa di S.Pietro

L'edificio religioso, nelle forme attuali, è databile al XV secolo; probabilmente fu danneggiato durante le invasioni turche e rimaneggiato nel XVI secolo. A ridosso dell'attuale chiesa si trovava un monastero agostiniano, citato già nel 1371, corrispondente, in parte, al Casale Pontelli. La pieve di S. Pietro si rifà alle tipiche chiese della pianura friulana con campanile a vela. Nel secolo XVI furono eseguiti degli affreschi sulle pareti dell'aula e ricoperti nel secolo successivo da uno strato di calce. Nel 2000 sono stati restaurati e riportati alle forme originali. L'affrescodella parete sud rappresenta la Madonna con Bambino con i Ss Rocco, Bastiano ed altro santo non identificato. Al margine esterno del dipinto è presente un cartiglio che riporta la data 1535. Sul lato nord troviamo due cicli pittorici tra loro uniti e delimitati da una cornice che si chiude con un arco trionfale; all'interno del quale è rappresentato S. Antonio Abbate con il fuoco ed il maialino, che sono i suoi attributi identificativi. Alla sua destra una colonna centrale separa in due parti l'affresco raffigurante sulla destra la Madonna con Bambino, con il Padre Eterno, il Cristo Benedicente e S. Apollonia, mentre nella parte sinistra troviamo una Madonna con Bambino tra i Ss Pietro, Giovanni Battista, Rocco e Sebastiano. Ai lati dell'arco trionfale si trovano due altari in muratura che ospitavano le statue lignee di S.Rocco e di S. Pietro. Mentre non si hanno notizie della prima statua, quella di S. Pietro è custodita presso la chiesa di San Michele. La scultura lignea, databile al secolo XV, ha forme riconducibili all'opera di Pietro D'Alemagna, interessante è anche l'armadio in legno che custodiva il Santo con le due portelle raffiguranti i Ss. Paolo e Giovanni Battista. Databile al secolo XVI è il protiro che sovrasta la porta sud con affreschi di scuola friulana. La lunetta centrale presenta una Madonna con Bambino in trono e i Ss. Pietro e Giovanni Battista; nell'arco superiore è raffigurato un Cristo Benedicente con ai lati l'Angelo Annunciante e la Madonna.